# 北陸ミサワホーム
北陸ミサワホーム株式会社（ほくりくミサワホーム）は、石川県金沢市に本社を置く住宅事業などを行う建設会社である。営業エリアは石川県、富山県、福井県である。

## 沿革
- 1968年4月26日 - 創業。
- 1970年7月 - 北陸ミサワホーム株式会社を設立。
- 1979年6月 - 金沢市堀川町に本社移転。
- 1995年10月 - 株式会社ミサワホーム福井を吸収合併。
- 1995年11月 - 株式会社都市総合建設を完全子会社化。
- 1997年10月 - 株式を店頭公開（現在のジャスダック）。
- 2007年8月 - 現在地に本社移転。
- 2007年11月 - ミサワホームイング北陸株式会社を完全子会社化。
- 2009年5月15日-6月24日 - 株式公開買付けを実施。北陸総合計画（林会長が全株式保有）とミサワホーム2社以外の株主が保有する株式を約13億円で買取り、上場廃止の見込み[1]。
- 2009年9月19日 - 上場廃止。